# لرنیک هاروتیونیان
لرنیک هاروتیونیان ارمنی: Լեռնիկ Հարությունյան; انگلیسی: Lernik Harutyunyan یک بازیگر اهل ارمنستان است. وی از سال ۲۰۰۵ میلادی تاکنون مشغول فعالیت بوده‌است.

## زندگینامه
وی از انستیتو دولتی سینما و تئاتر ایروان فارغ‌التحصیل شده‌است.

## گزیده فیلمشناسی
از فیلم و مجموعه‌هایی که وی در آن نقش آفرینی کرده است می‌توان به گمشده و پیداشده در ارمنستان، فول هاوس در نقش گاگاز اشاره کرد.